# Autoren-Kollegium
Autoren-Kollegium war ein Theaterverlag in Berlin. Er war der erste unabhängige Verlag in der DDR 1989.

## Geschichte
Im Dezember 1988 gründeten 25 junge Dramatiker um Harald Müller das inoffizielle Autoren-Kollegium. Für die meisten von ihnen war es in dieser Zeit nur schwer oder gar nicht möglich, mit eigenen Texten vom einzigen Theaterverlag der DDR, dem Henschelverlag, bei Theatern vermittelt zu werden.
Das Autoren-Kollegium sandte daher selbst Manuskripte an Theater, unabhängig von den eigentlich dafür  vorgesehenen offiziellen Stellen. Einige von ihnen wurden dann auch aufgeführt. Im März 1989 wurde ein erster Antrag auf eine Zulassung als offizieller Theaterverlag durch das Kulturministerium abgelehnt. Stattdessen gab es das Angebot, innerhalb des FDJ-Verlags Neues Leben in einer  neuen Theatersparte zu publizieren. Dieses wurde von den Autoren nicht angenommen, da es wieder mit zu vielen Beschränkungen verbunden war. Am 3. November 1989 erfolgte eine erneute Ablehnung eines Antrages, wenige Tage später gab es dann doch die Zulassung. Theater-Kollegium Bühnenvertrieb war damit der erste neugegründete unabhängige Verlag in der DDR im Herbst 1989.
Am 1. August 1990 konnten vier Räume im ehemaligen Kulturministerium der DDR in der Clara-Zetkin-Straße 90 (jetzt Dorotheenstraße) angemietet werden. Seit dem 27. September wurde das gesamte Gebäude gemietet und an andere Kulturorganisationen untervermietet.
Auf Grund des starken Konkurrenzdrucks von etwa 90 Bühnenverlagen im vereinten Deutschland wurde der Theaterverlag Autoren-Kollegium (TAK) Ende 1992 aus wirtschaftlichen Gründen aufgelöst.

## Publikationen
Das Autoren-Kollegium vermittelte Texte junger Autoren an verschiedene Theater und vertrat deren Rechte. In der Anfangszeit waren diese oft nur Computerausdrucke. Insgesamt wurden über 150 Texte herausgegeben.